# Lawrence Rothman
Lawrence Rothman (* 1983) je americký hudebník. Pochází ze St. Louis a již jako teenager (od svých třinácti let) působil v různých kapelách. Později se usadil v Los Angeles. V letech 2002 až 2011 zpíval v kapele Living Things (pod jménem Lillian Berlin). V letech 2015 až 2016 představil několik singlů, a to často ve spolupráci s dalšími hudebníky, například Charli XCX („Oz Vs. Eden“), Angel Olsen („California Paranoia“) a Kim Gordon („Designer Babies“). Svou první dlouhohrající desku s názvem The Book of Law vydal v říjnu 2017. Na svých videoklipech často spolupracuje s italskou fotografkou a režisérkou Floriou Sigismondi. Ta je jeho manželkou. V roce 2019 spoluzaložil vydavatelství KRO Records. Má židovský původ. Označuje se za nebinární osobu. Má barytonový hlas.

## Sólová diskografie
- The Book of Law (2017)
- Good Morning, America (2021)